# Amiens
Amiens é uma cidade no norte da França, localizada a 120 km ao norte de Paris. É a capital do Departamento de Somme e da Região de Altos da França. Possuía 135.501 habitantes no censo de 1999 e densidade demográfica de 2,740 habitantes/km². Era chamada de Samarobriva durante o período romano.
A Catedral de Nossa Senhora de Amiens (La Cathédrale de Notre Dame d'Amiens) é a mais alta igreja gótica do século XIII e a maior da França deste tipo. Após um incêndio ter destruído a antiga catedral, a nova nave foi construída entre 1220 e 1247. Amiens é também conhecida pelos hortillons, jardins nos pântanos localizados ao longo do Rio Somme.
Lá nasceu o atual presidente da França, Emmanuel Macron, o criador do jogo matemático Torre de Hanoi, Edouard Lucas, e onde faleceu o famoso escritor Júlio Verne.

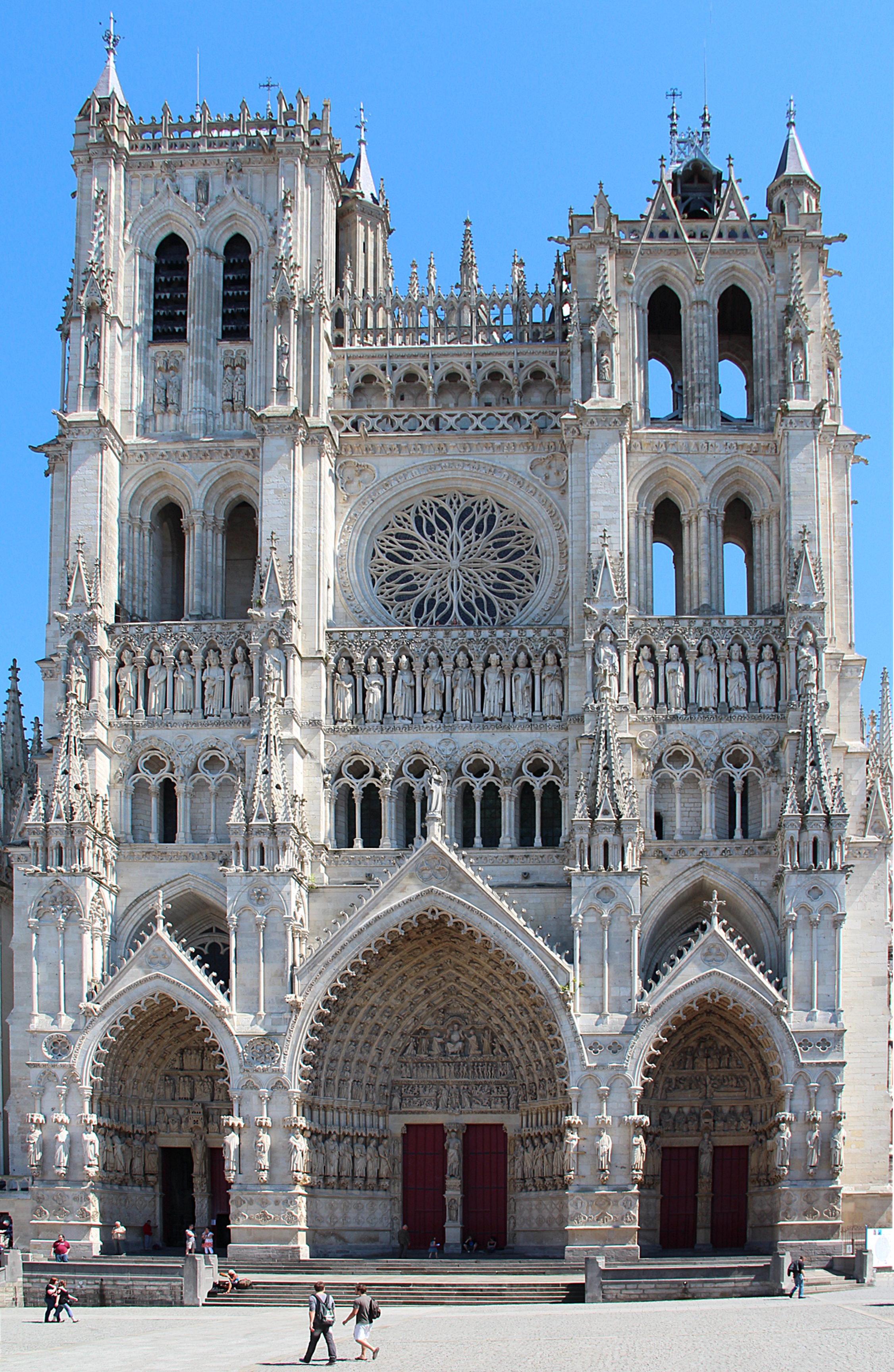
A Catedral de Amiens

## Curiosidades sobre a cidade
Em 1802 foi firmada a Paz de Amiens, entre Inglaterra e França
Durante a Segunda Guerra Mundial, a prisão de Amiens foi bombardeada pela RAF(Royal Air Force - a Força Aérea Britânica), na chamada "Operação Jericó", pois descobriu-se que os alemães pretendiam executar mais de 100 prisioneiros que faziam parte da Resistência Francesa. O objetivo da operação britânica era abrir fendas nos muros para que eles pudessem fugir, antes da invasão da Normandia. Dos 717 presos, 102 morreram, 94 ficaram feridos, 258 escaparam, entre eles 79 membros da resistência.
Em Amiens foi realizado o primeiro transplante de rosto do mundo, no ano de 2005. A paciente foi a francesa Isabelle Dinoire, 38 anos, que teve o rosto desfigurado por seu cachorro da raça labrador.
No ano de 2006, o dramaturgo francês Norbert Abourdaham, então com 57 anos, "trancou-se" em uma das jaulas do zoológico da cidade para "buscar inspiração" para uma de suas peças de teatro, conforme noticiaram os jornais, na época.

## Turismo na cidade
Na sua visita à cidade não poderá deixar de visitar a casa de Júlio Verne, o seu túmulo, o "Cirque Jules Verne", o "L'Hôtel de Ville", o Teatro Municipal, "La Caisse d'Epargne" e a "Tour Perret".

## Personalidades
- família Trogneux